# Adalbold I d'Utrecht
Adalbold I d'Utrecht o Odilbald fou bisbe d'Utrecht de 866 a 899. A l'igual dels seus predecessors i successors, Adalbold va residir a Deventer perquè Utrecht continuava amenaçada per les batudes dels vikings. Adalbold està esmentat per primera vegada en documents al gener de 870, quan junt amb altres prelats va acompanyar l'arquebisbe de Magùncia, en un viatge pel Rin durant el qual es va consagrar la nova dignitat de l'arquebisbe de Colònia. Algunes vegades va actuar com a àrbitre en assumptes a Colònia, i va visitar els Sínodes de Colònia el 873 i el 887, i el Sínode a Trebur el 895. Adalbold va ser enterrat a l'església de Sant Salvador d'Utrecht.